# Jaime Salazar
Jaime Salazar Gutiérrez (Città del Messico, 6 febbraio 1931 – Cuernavaca, 14 marzo 2011) è stato un calciatore messicano, di ruolo centrocampista.

## Carriera

### Club
Ha giocato nella prima divisione messicana.

### Nazionale
Con la nazionale messicana ha preso parte ai Mondiali 1958.

## Palmarès

### Club

#### Competizioni nazionali
- Coppa del Messico: 1

Necaxa: 1959-1960